# خوتکای سوندا
خوتکای سوندا (نام علمی: Anas gibberifrons) نام یک گونه از سرده انس است.